# Крымская республиканская универсальная научная библиотека имени И. Я. Франко
Крымское республиканское учреждение «Универсальная научная библиотека им. И. Франко» — крупнейшая библиотека Крыма.
Прежние названия: Общественная библиотека для чтения, Центральная областная библиотека Крыма, Крымская областная библиотека.
В 70-х годах XIX купец И. Берг организовал платную библиотеку, вскоре продал её другому предпринимателю, а в 1884 г. библиотеку купил Туманов. После смерти владельца, согласно его завещанию, была открыта 14 октября 1890 г. бесплатная библиотека (имени С. Б. Туманова), насчитывавшая 5000 книг.
В 1921 году была создана Центральная библиотека Крыма.
В 1956 году в связи со 100-летием со дня рождения И. Я. Франко библиотеке было присвоено имя писателя. Долгое время размещалась в бывшем доме Дворянского собрания, ул. Горького 10, памятнике культурного наследия.
С 2007 года библиотека находится в современном здании на ул. Набережной.
В библиотеке проводятся различные встречи, конференции библиографов и любителей книг, вечера памяти, обсуждения книг.